# Alexandru Mațiura
Alexandru Mațiura, ros. Александр Григорьевич Мацюра, Aleksandr Grigorjewicz Maciura (ur. 24 października 1954 w mieście Jedyńce, Mołdawska SRR) – mołdawski piłkarz, grający na pozycji pomocnika, trener piłkarski.

## Kariera piłkarska
W 1974 rozpoczął karierę piłkarską w klubie Nistru Kiszyniów, skąd w następnym roku został powołany do służby wojskowej w zespole m. Tyraspol. Po roku powrócił do Nistru. W kiszyniowskim zespole rozegrał ponad 260 meczów. Latem 1985 przeszedł do Zarea Bielce, a na początku 1986 przeniósł się do Tekstilshika Tyraspol. Ale latem 1986 ponownie wrócił do Nistru. W 1988 bronił barw Zarea Bielce, po czym zakończył karierę piłkarza.

## Kariera trenerska
Po zakończeniu kariery piłkarza rozpoczął pracę szkoleniowca. W 1988 roku dołączył do sztabu szkoleniowego klubu Zarea Bielce, a od września do końca 1988 roku stał na czele klubu. W 1989 kontynuował pracę w Zarea jako asystent trenera. W latach 1990–1991 studiował w Wyższej Szkole Trenerów w Moskwie. W 1991 pomagał trenować Nistru Kiszyniów. Od 1992 do 1998 prowadził kluby Speranța Nisporeni, Tiligul Tyraspol i Constructorul Kiszyniów. Od 1988 pracował z reprezentacjami Mołdawii. Prowadził olimpijską oraz pomagał trenować pierwszą drużynę Mołdawii. 22 marca 1998 zastępował selekcjonera narodowej reprezentacji Mołdawii w meczu towarzyskim z Azerbejdżanem. W grudniu 1999 został mianowany na stanowisko głównego trenera reprezentacji Mołdawii, na czele której był do czerwca 2001. Potem od 2003 do 2004 stał na czele FC Tyraspol. Również trenował młodzieżówkę Mołdawii.
Od 2004 roku pracował z przerwą w Nistru Otaci. We wrześniu 2006 został zaproszony do Rubinu Kazań, gdzie pomagał trenować piłkarzy. W końcu 2013 roku po dymisji trenera Gurbana Berdiýewa opuścił Rubin. W styczniu 2015 dołączył do sztabu szkoleniowego Gurbana Berdiýewa, który został mianowany na stanowisko głównego trenera FK Rostów.

## Sukcesy i odznaczenia

### Sukcesy piłkarskie
Zimbru Kiszyniów
- wicemistrz Pierwoj ligi ZSRR: 1982

### Sukcesy trenerskie
Tiligul Tyraspol
- zdobywca Pucharu Mołdawii: 1994/95

Constructorul Kiszyniów
- mistrz Mołdawii: 1996/97
- zdobywca Pucharu Mołdawii: 1995/96

### Odznaczenia
- tytuł Mistrza Sportu ZSRR
- tytuł Zasłużonego Trenera Mołdawii
- Order Meritul Civic